# 中島村立中島中学校
中島村立中島中学校（なかじまそんりつなかじまちゅうがっこう）は、福島県西白河郡中島村にある村立中学校。通称は「なか中（なかちゅう）」。

## 沿革
- 1952年（昭和27年）5月1日 - 滑津・吉子川組合立中学校創立。
- 1955年（昭和30年）1月1日 - 滑津村と吉子川村が合併し中島村となったことから、名称を中島村立中島中学校に変更。
- 1969年（昭和44年）- 給食開始。
- 2011年（平成23年）3月11日 - 東日本大震災、及び福島第一原子力発電所事故により校舎や体育館が被災。
- 2014年（平成26年）- 中学生派遣事業で募集により、マレーシアへ生徒を派遣。
- 2016年（平成28年）- マレーシアへの生徒派遣が3年生全員対象となり、修学旅行となる。

## 年間行事
- 4月 - 着任式、入学式、1学期始業式、部活動紹介、避難訓練
- 5月 - 第1回生徒会総会、東西しらかわ中学校陸上競技大会
- 6月 - 中体連県南大会、スポーツ大会
- 7月 - 1学期終業式
- 8月 - 2学期始業式、西白河地区音楽祭、東西しらかわ英語弁論大会、中体連東北・全国大会
- 9月 - 写生会、職場体験、東西しらかわ新人大会、東西しらかわ中学校駅伝競走大会、修学旅行(3年生)、学習旅行(1・2年生)
- 10月 - ききょう祭
- 11月 - 生徒会役員選挙、ふくしま駅伝
- 12月 - 2学期終業式
- 1月 - 3学期始業式、スペリングコンテスト
- 2月 - 第2回生徒会総会、高等学校前期選抜入試、小学6年生中学校見学
- 3月 - 高等学校後期選抜入試、卒業式、修了式、離任式

## 部活動
- 野球部
- 男子ソフトテニス部
- 女子ソフトテニス部
- 男子バレーボール部
- 女子バレーボール部
- 卓球部
- 吹奏楽部
- パソコン部
- 特設陸上競技部
- 特設駅伝部
- 特設合唱部
- 特設英語弁論部

## 主な進学先
- 福島県立白河高等学校
- 福島県立白河旭高等学校
- 福島県立白河実業高等学校
- 福島県立須賀川桐陽高等学校
- 福島県立石川高等学校
- 日本大学東北高等学校
- 帝京安積高等学校
- 尚志高等学校
- 学校法人石川高等学校

## 著名な出身者
- 小針旭人（実業団陸上競技選手）
- 小室早弥香（フリーアナウンサー）

## 周辺
- 中島村役場
- パンとケーキ菊屋
- 中島村郵便局
- 生涯学習センター輝ら里
- 中島村児童館輝らキッズ
- 童里夢公園なかじま
- 中島村農村環境改善センター
- 白河警察署中島駐在所
- 中島村商工会

## 交通
- 東北本線：矢吹駅または泉崎駅から車で約15分。
- 水郡線：野木沢駅または磐城石川駅から車で約20分。
- 東北新幹線：新白河駅から車で約30分。
- 福島空港から車で約30分。
- 福島交通：白河石川線の迎久保停留所から車で約10分。
- 東北自動車道：矢吹ICから車で約15分。
- あぶくま高原道路：矢吹中央ICから車から車で約15分。